# Balestrand
Balestrand és un antic municipi situat al comtat de Sogn og Fjordane, Noruega. Té 1.294 habitants (2016) i la seva superfície és de 429,67 km². El centre administratiu del municipi és la població homònima.
El municipi està situat a la confluència entre el Sognefjord i l'Esefjorden. Les principals indústries són el turisme i l'agricultura. Balestrand es va fer popular a causa del interès que va suscitar entre diversos artistes, com Hans Gude, Alfred Heaton Cooper, Hans Dahl i Johannes Flintoe. Les seves pintures de paisatges al voltant de Balestrand inspiren els visitants, mantenint Balestrand la seva relació amb l'art fins a l'actualitat. Altres indústries són la fabricació d'eines per a la cuina d'interiors, el suc de poma local, i Nesseplast, que produeix plàstic per a les indústries. La Carretera Comtal de Noruega 13 travessa el municipi.

## Informació general

### Nom
El nom de Balestrand va ser creat el 1832 per l'escriptor noruec Henrik Wergeland. El primer element és el nom de l'antiga granja de Bale (en nòrdic antic: Bali) i l'últim ve del és "strand" (en nòrdic antic: strönd), que significa "platja".

### Escut d'armes

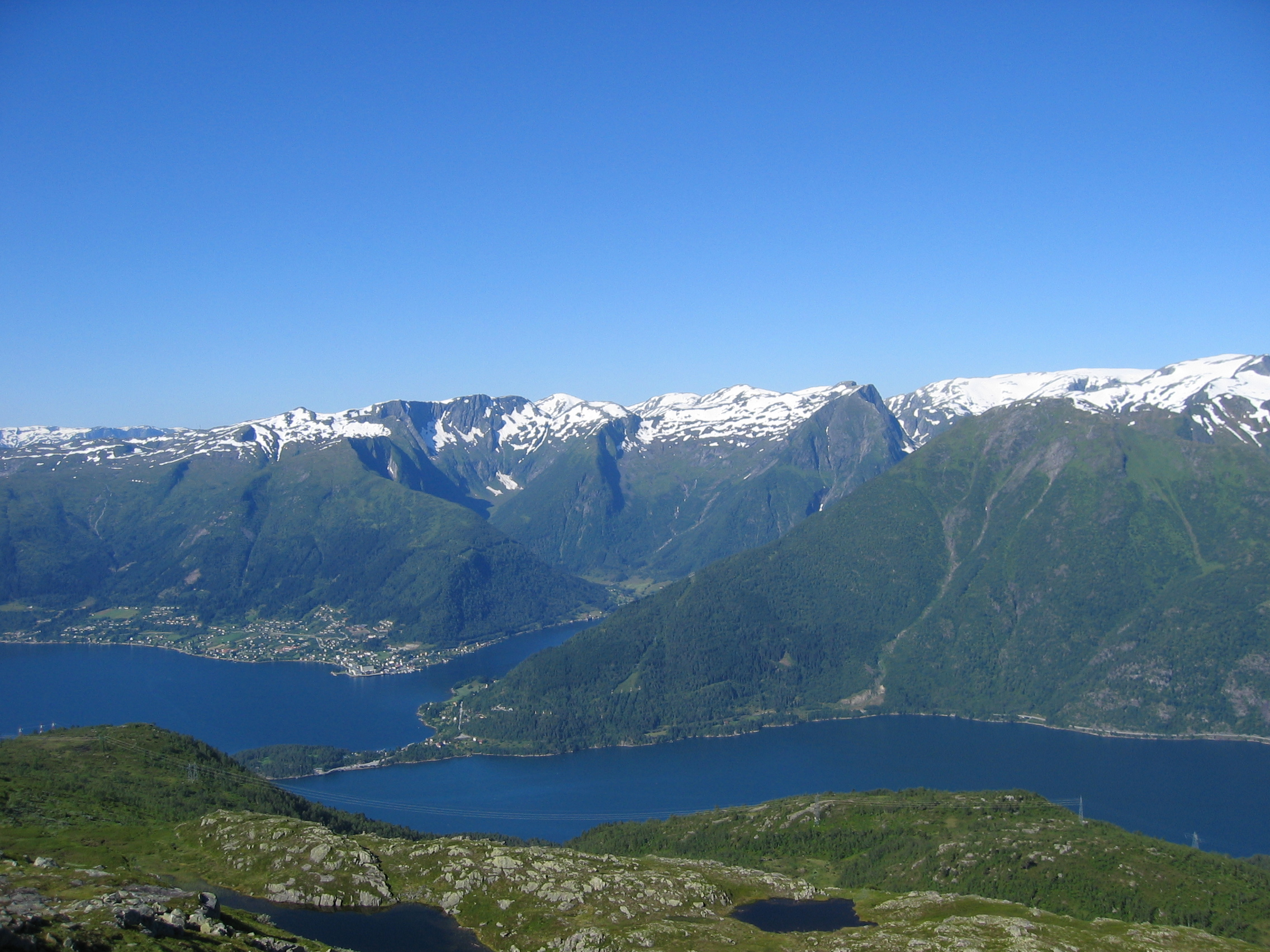
Vista del poble de Balestrand (a l'esquerra), l'Esefjorden (al centre), i el Fjærlandsfjorden (a la dreta).

L'escut d'armes és modern, concedit el 23 d'octubre de 1989. S'hi mostra l'empunyadura d'una espasa viking.

## Geografia
Balestrand es troba entre les altes muntanyes de Gaularfjellet, que gairebé sempre són cobertes de neu al centre del bell i exuberant Sognefjorden. Tres braços s'estenen cap a l'interior del fiord, serpentejant a través de les muntanyes i esquitxat de llogarets amb encant: Lånefjorden, Esefjorden, i Vetlefjorden. El Fjærlandsfjorden transcorre al llarg de la frontera oriental del municipi. La glacera de Jostefonn es troba a la part més septentrional del municipi.
Balestrand limita a l'oest amb els municipis de Høyanger i Gaular, al nord amb Førde, i a l'est amb Sogndal i Leikanger. A l'altre costat del Sognefjorden, al sud, es troba el municipi de Vik.

## Atraccions

### Hotel Kvikne

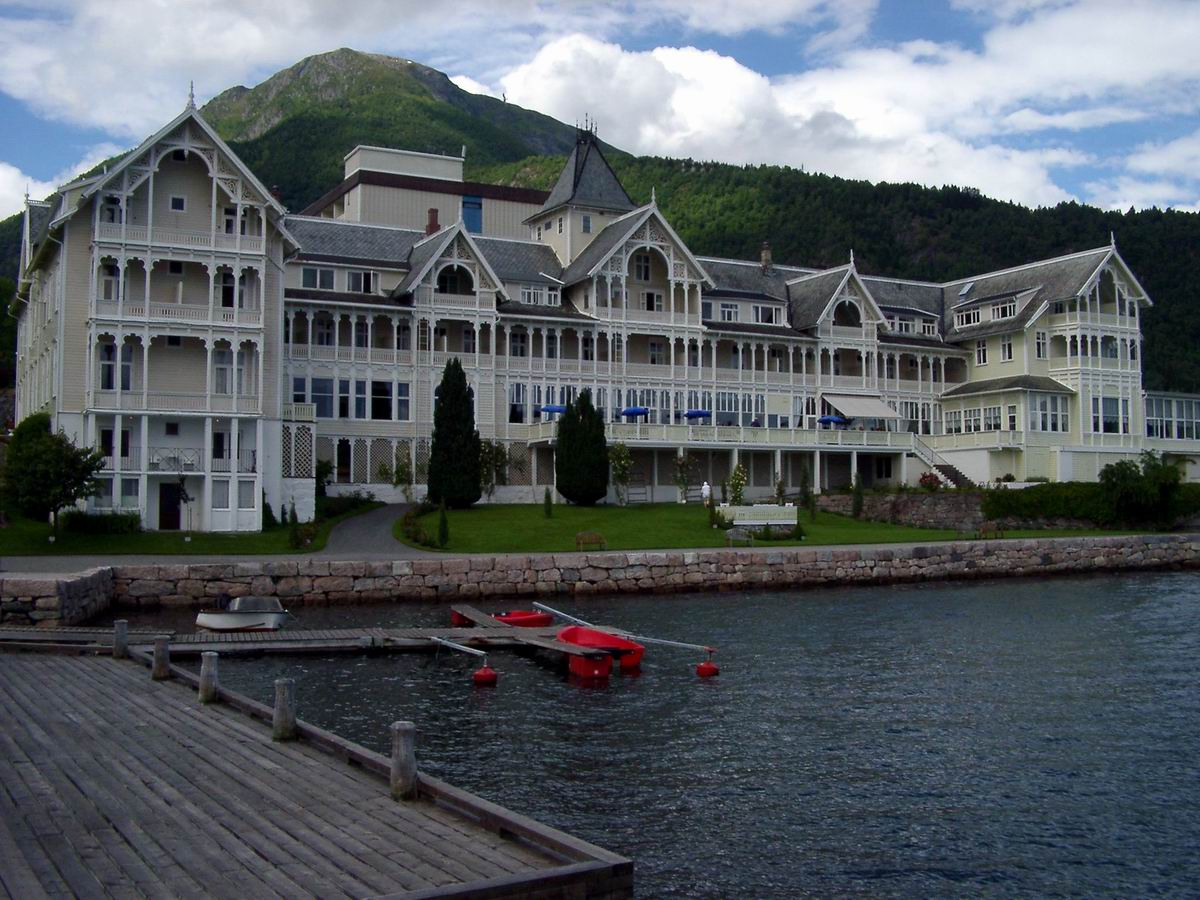
L'Hotel Kviknes a Balestrand.

Construït al segle xix, l'Hotel Kvikne és un dels edificis més famosos de Balestrand. La família Kvikne, que és la propietària de l'edifici, el gestiona des del 1877. Des d'aleshores, l'establiment ha experimentat un desenvolupament constant que continua fins al dia d'avui. Hi ha diversos edificis nous, i la remodelació i ampliació dels diferents projectes s'han dut a terme sense disminuir el distintiu de l'arquitectura i l'encant del seu estil.
Avui en dia, l'hotel és una moderna instal·lació molt implicada amb la tradició i la cultura de la zona. Amb 200 habitacions, és un dels hotels més visitats pels turistes a Noruega. Una impressionant col·lecció d'art i peces històriques és una característica central de l'interior de l'hotel, i un dels elements de la seva personalitat.
L'Hotel Kvikne es va fer popular entre els visitants europeus en la primera part del segle XX per Guillem II, qui visitava sovint l'hotel durant les seves vacances d'estiu abans de la Primera Guerra Mundial. L'hotel posseeix encara la cadira que aquest utilitzava al restaurant. El Kaiser va ser el primer visitant il·lustre d'una sèrie que completen emperadors, reis, presidents, primers ministres, estrelles de cinema i artistes de molts països.

### Església de Sant Olaf

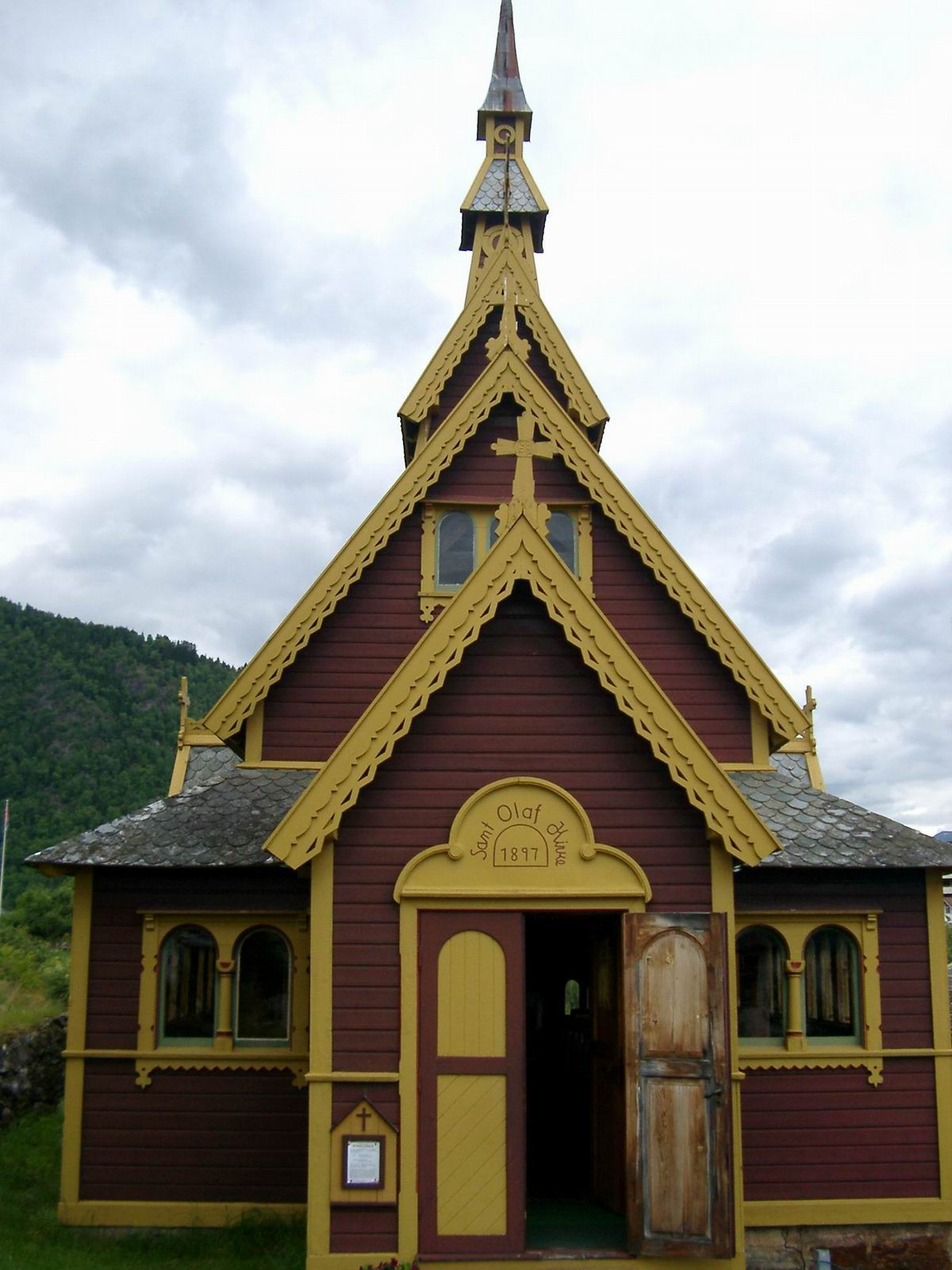
L'església anglicana de Sant Olaf.

L'Església de Sant Olaf, també coneguda com l'Església Anglesa, és una església anglicana construïda en l'estil d'una Església de fusta. Es va acabar el 1897 com un monument a Margaret Green. Margaret, una dama anglesa, va arribar als fiords fent una excursió turística a les muntanyes. Allà va trobar, es va enamorar i es va casar amb Kvikne Knut. Era una dona molt piadosa, que desitjava tenir una església anglicana a Balestrand, on poder celebrar missa en el seu idioma. Va començar la construcció de l'església amb el seu marit, però va morir abans de la seva finalització. Encara s'hi imparteix missa en anglès cada setmana.
L'església de Sant Olaf és notable com la inspiració per a la capella en l'escena de la coronació d'Elsa en la pel·lícula de Disney de 2013 Frozen.

### Altres atraccions
- Aquari de Songnefjord
- Museu de Turisme
- Aldea d'Art de Balestrand
- Festival de jazz d'estiu a Balejazz